# Klasyfikacja systematyczna grzybów

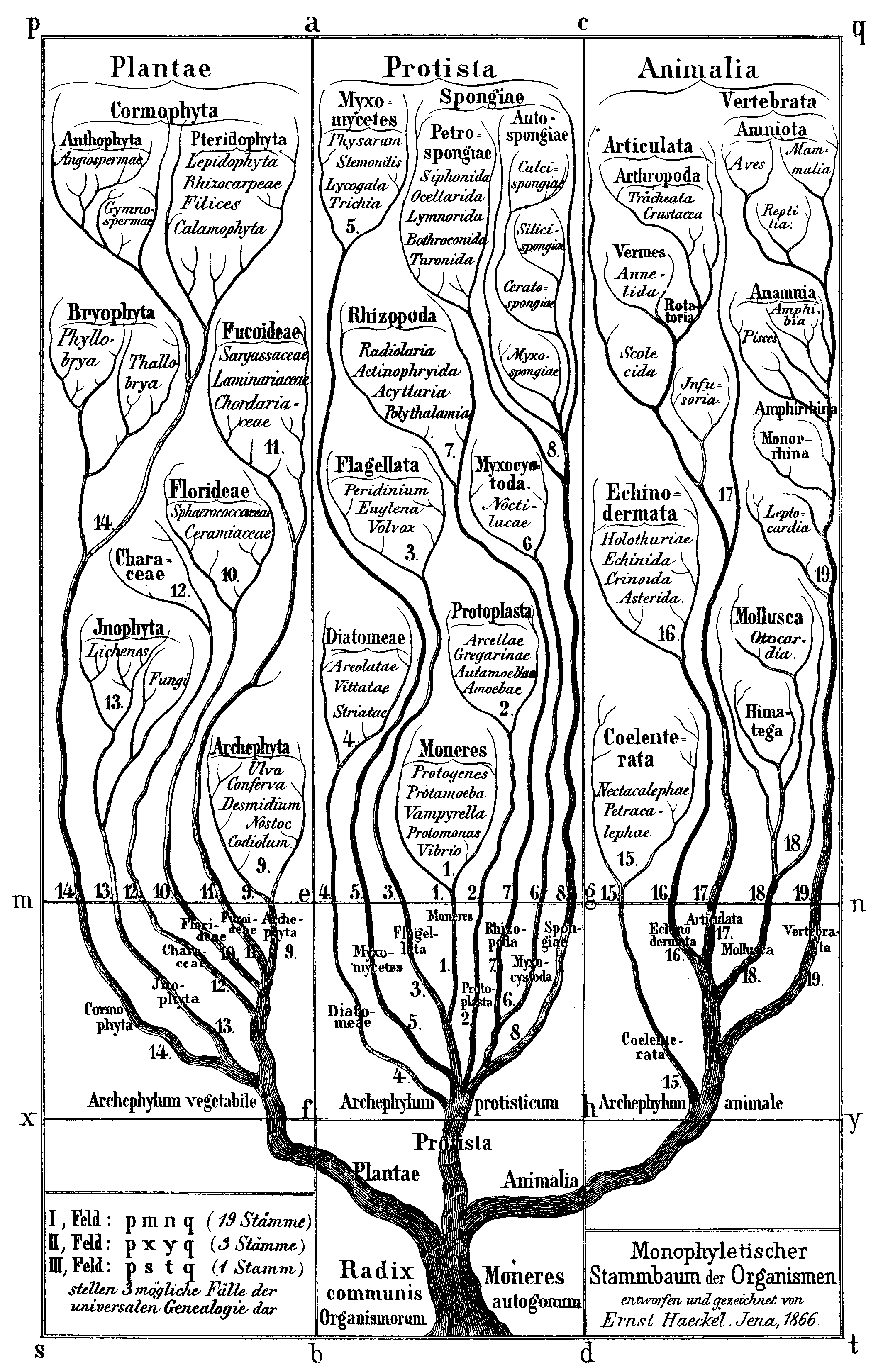
Drzewo filogenetyczne świata żywego E. Haeckla z roku 1866. Gałąź nr 13 – Inophyta – wyrasta z gałęzi roślin i dzieli się na dwie gałęzie: Lichenes i Fungi, rozgałęziające się dalej

Klasyfikacja systematyczna grzybów – klasyfikacja biologiczna organizmów należących do królestwa grzyby (Fungi). Zgodnie z tradycją stosowane w niej są zasady nomenklatury botanicznej, w tym określanie w polskojęzycznym nazewnictwie nazwy gromada dla jednostki taksonomicznej Phylum. Mimo to jednostka ta bywa określana przez niektórych autorów jako typ, co jest typowe dla nomenklatury zoologicznej.
Systematyka grzybów, jak wszystkich grup organizmów, ulega przekształceniom w miarę uzyskiwania nowych informacji dotyczących ich filogenezy i pokrewieństwa. Początkowo systematyka opierała się na danych morfologicznych i anatomicznych. Skutkowało to podziałem na nie do końca formalne grupy grzybów wyższych i grzybów niższych. Grzyby wyższe dzielono na dwie grupy przede wszystkim na podstawie budowy zarodni (podstawczaki i workowce). Grzyby niższe dzielono na podstawie cech anatomicznych, takich jak obecność i liczba wici lub budowa ściany komórkowej. W miarę postępu metod badawczych coraz większą wagę mają odkrycia filogenetyki molekularnej. W danym okresie pewien system może zdobywać największą aprobatę specjalistów, lecz zwykle równolegle stosowane są systemy nieco różniące się w szczegółach. Często również takson w jednym systemie odpowiada taksonowi innej rangi w innym systemie (np. najogólniejszy takson obejmujący workowce miewa rangę podklasy (Ascomycetes), podgromady (podtypu) (Ascomycotina) lub gromady (typu) (Ascomycota)).
Według tradycyjnych poglądów grzyby były uznawane za rośliny. Koncepcja ujęcia grzybów jako jednego z sześciu królestw natury ożywionej przedstawiona została przez Teodora L. Jahna i Frances F. Jahn w 1949 w publikacji „How to Know the Protozoa”, natomiast w 1959 zawarł je również Robert Whittaker w klasyfikacji uwzględniającej 5 królestw, nie zachowano jednak w obu przypadkach prawidłowej nomenklatury łacińskiej, więc takson Fungi funkcjonował nieformalnie. W klasyfikacji opracowanej w 1980 przez Royalla Moore’a, prawidłowo opisano takson. Moore nie zawarł jednak odniesień do wcześniejszych prac Jahnów ani Whittakera, mimo że ich nazewnictwo powszechnie funkcjonowało.

## Kontrowersje i trudności klasyfikacyjne w tradycyjnej systematyce grzybów

### Grzyby niedoskonałe
Przed rozwinięciem metod filogenetyki molekularnej systematyka grzybów nastręczała trudności wynikających z biologii przedstawicieli tej grupy odmiennej od biologii typowych roślin i zwierząt. U wielu grzybów nieznane są (lub przez długi czas były) procesy płciowe, których zróżnicowanie jest często podstawą klasyfikacji taksonomicznej, a budowa jest mało skomplikowana (pleśń lub postać przypominająca drożdże). W związku z tym te grzyby, których pokrewieństwa z innymi grupami nie dało się ustalić, zaliczano do sztucznego taksonu „grzyby niedoskonałe”.

### Porosty
Kontrowersyjny jest również status porostów, które są układami symbiotycznymi grzybów i glonów. Tradycyjnie porosty są traktowane nie jak układy organizmów, lecz jak pojedyncze organizmy, mając własną systematykę. We współczesnych systemach często jednak odrębność porostów nie jest uwzględniana i poszczególne ich taksony są włączane do taksonów grzybów (np. chrobotek jest zaliczany do workowców z pominięciem taksonu „porosty workowe”).

### Inne grupy
W zależności od koncepcji taksonomicznej, do grzybów włączane były lub są różne grupy organizmów. Wśród grup zaliczanych dawniej powszechnie do grzybów, obecnie zaś przez większość taksonomów do innych grup, są m.in. śluzowce i lęgniowce. Część z nich włączana jest do królestwa Protista jako nieformalna grupa protistów grzybopodobnych.

## Współczesne systemy klasyfikacyjne

### Aktualna klasyfikacja
Powszechnie obecnie przyjętym systemem klasyfikacji grzybów jest Index Fungorum oparty na kolejnych edycjach Dictionary of the Fungi. Jest to system sukcesywnie aktualizowany o nowe badania nad filogenetyką grzybów, w związku z czym pozycja wielu taksonów w tym systemie ulega zmianie po opublikowaniu nowych ustaleń taksonomicznych. Jest to system otwarty, tzn. że wiele taksonów (zwłaszcza tzw. grzybów niedoskonałych) nie ma ustalonej szczegółowej pozycji w systemie, a brakujące taksony są opisane jako Incertae sedis. Królestwo Fungi w systemie tym podzielone jest na typy i rodzaje Incertae sedis o nieokreślonej pozycji taksonomicznej. Ich podawana w innych systemach klasyfikacyjnych szczegółowa pozycja taksonomiczna jest sztuczna i niepewna, szczegółowa systematyka w Index Fungorum zostanie podana dopiero po ustaleniu ich pokrewieństwa:
- typ Ascomycota – workowce
- typ Basidiomycota – podstawczaki
- typ Blastocladiomycota – pączkorostowe
- typ Chytridiomycota – skoczkowce
- typ Entomophthoromycota
- typ Glomeromycota – grzyby kłębiakowe
- typ Mucoromycota Doweld 2001
- typ Neocallimastigomycota M.J. Powell 2007
- typ Sanchytriomycota Galindo, López-García, Torruella, Karpov & Moreira 2021
- typ Zoopagomycota Gryganskyi, M.E. Sm., Spatafora & Stajich 2016
- typ Zygomycota – sprzężniaki
- typ Incertae sedis.

### Klasyfikacja systematycznaCatalogue of Life(2005-2009)
Edycja Catalogue of Life: „2009 Annual Checklist” przedstawia następującą klasyfikację systematyczną grzybów, z podstawowym podziałem na 8 gromad i zawierającą dwa rodzaje o nieustalonej przynależności do gromad:
| - gromada Ascomycota - klasa Arthoniomycetes - klasa Dothideomycetes - klasa Eurotiomycetes - klasa Laboulbeniomycetes - klasa Lecanoromycetes - klasa Leotiomycetes - klasa Lichinomycetes - klasa Neolectomycetes - klasa Orbiliomycetes - klasa Pezizomycetes - klasa Pneumocystidomycetes - klasa Saccharomycetes - klasa Schizosaccharomycetes - klasa Sordariomycetes - klasa Taphrinomycetes - rząd incertae sedis Lahmiales - rząd incertae sedis Medeolariales - rząd incertae sedis Triblidiales | - gromada Basidiomycota - klasa Agaricomycetes - klasa Agaricostilbomycetes - klasa Atractiellomycetes - klasa Classiculomycetes - klasa Cryptomycocolacomycetes - klasa Cystobasidiomycetes - klasa Dacrymycetes - klasa Entorrhizomycetes - klasa Exobasidiomycetes - klasa Microbotryomycetes - klasa Mixiomycetes - klasa Pucciniomycetes - klasa Tremellomycetes - klasa Ustilaginomycetes - klasa Wallemiomycetes - rząd incertae sedis Malasseziales - gromada Blastocladiomycota - klasa Blastocladiomycetes | - gromada Chytridiomycota - klasa Chytridiomycetes - klasa Monoblepharidomycetes - gromada Glomeromycota - klasa Glomeromycetes - gromada Microspora - klasa Microsporea - gromada Neocallimastigomycota - klasa Neocallimastigomycetes - gromada Zygomycota - rząd incertae sedis Asellariales - rząd incertae sedis Basidiobolales - rząd incertae sedis Dimargaritales - rząd incertae sedis Endogonales - rząd incertae sedis Entomophthorales - rząd incertae sedis Harpellales - rząd incertae sedis Kickxellales - rząd incertae sedis Mortierellales - rząd incertae sedis Mucorales - rząd incertae sedis Zoopagales - rodzaje incertae sedis: Rozella, Variolaria |

Poprzednie edycje Catalogue of Life przezentowały ją następująco:
| „2005 Annual Checklist” | „2006 Annual Checklist” | „2007 Annual Checklist” „2008 Annual Checklist” |
| --- | --- | --- |
| - gromada Ascomycota - klasa Ascomycetes - klasa Pneumocystidomycetes - klasa Saccharomycetes - klasa Schizosaccharomycetes - klasa Taphrinomycetes | - gromada Ascomycota - klasa Ascomycetes - klasa Pneumocystidomycetes - klasa Saccharomycetes - klasa Schizosaccharomycetes - klasa Taphrinomycetes | - gromada Ascomycota - klasa Ascomycetes - klasa Pneumocystidomycetes - klasa Saccharomycetes - klasa Schizosaccharomycetes - klasa Taphrinomycetes |
| - gromada Basidiomycota - klasa Basidiomycetes - klasa Urediniomycetes - klasa Ustilaginomycetes                                                    | - gromada Basidiomycota - klasa Basidiomycetes - klasa Urediniomycetes - klasa Ustilaginomycetes                                                    | - gromada Basidiomycota - klasa Basidiomycetes - klasa Urediniomycetes - klasa Ustilaginomycetes - klasa Wallemiomycetes                            |
| - gromada Chytridiomycota - klasa Chytridiomycetes                                                                                                  | - gromada Chytridiomycota - klasa Chytridiomycetes                                                                                                  | - gromada Chytridiomycota - klasa Chytridiomycetes                                                                                                  |
| | - gromada „Fossil Fungi” (skamieniałości) | |
| | - gromada Glomeromycota - klasa Glomeromycetes | - gromada Glomeromycota - klasa Glomeromycetes |
| - gromada Zygomycota - klasa Trichomycetes - klasa Zygomycetes                                                                                      | - gromada Zygomycota - klasa Trichomycetes - klasa Zygomycetes                                                                                      | - gromada Zygomycota - klasa Trichomycetes - klasa Zygomycetes                                                                                      |

### Klasyfikacja systematyczna według„Systema Naturae 2000”(2007)
Według klasyfikacji Systema Naturae 2000, królestwo grzybów (Fungi T.L. Jahn & F.F. Jahn ex R.T. Moore) zawiera:

- podkrólestwo Dikarya D.S. Hibbett et al. zawiera:
  - gromada Ascomycota H.C. Bold ex T. Cavalier-Smith
    - podgromada Pezizomycotina O.E. Eriksson & K. Winka
      - klasa Arthoniomycetes O.E. Eriksson & K. Winka
        - rząd Arthoniales Henssen & Jahns ex D. Hawksw. & O.E. Eriksson

      - klasa Dothideomycetes O.E. Eriksson & K. Winka
        - podklasa Dothideomycetidae P.M. Kirk et al. ex C.L. Schoch et al.
          - rząd Capnodiales Woron.
          - rząd Myriangiales Starbäck

        - podklasa Pleosporomycetidae C.L. Schoch et al.
        - rząd Botryosphaeriales C.L. Schoch et al.
        - rząd Hysteriales G. Lindau
        - rząd Jahnulales K.-L. Pang et al.
        - rząd Patellariales D. Hawksw. & O.E. Eriksson
        - rodzina Acrospermaceae Fuckel
        - rodzina Argynnaceae Shearer
        - rodzina Arthopyreniaceae W. Watson
        - rodzina Ascoporiaceae Kutorga & D. Hawksw.
        - rodzina Asterinaceae Hansf.
        - rodzina Aulographaceae Luttr. ex P.M. Kirk et al.
        - rodzina Coccoideaceae P. Henn. ex Sacc. & D. Sacc.
        - rodzina Cookellaceae Höhn. ex Sacc. & Trotter
        - rodzina Corynesporascaceae Sivan.
        - rodzina Cucurbitariaceae G. Winter
        - rodzina Dacampiaceae Körb.
        - rodzina Diademaceae Shoemaker & C.E. Babcock
        - rodzina Didymosphaeriaceae Munk
        - rodzina Englerulaceae P. Henn.
        - rodzina Eremomycetaceae Malloch & Cain
        - rodzina Euantennariaceae S.J. Hughes & Corlett
        - rodzina Fenestellaceae M.E. Barr
        - rodzina Hypsostromataceae Huhndorf
        - rodzina Leptopeltidaceae Höhn. ex Trotter
        - rodzina Lichenotheliaceae Henssen
        - rodzina Meliolinaceae S. Hughes
        - rodzina Mesnieraceae Arx & E. Müll.
        - rodzina Micropeltidaceae Clem. & Shear
        - rodzina Microtheliopsidaceae O.E. Eriksson
        - rodzina Microthyriaceae Sacc.
        - rodzina Moriolaceae Zahlbr.
        - rodzina Mycoporaceae Zahlbr.
        - rodzina Mytilinidiaceae Kirschst.
        - rodzina Naetrocymbaceae Höhnel ex R.C. Harris
        - rodzina Parmulariaceae E. Müll. & Arx ex M.E. Barr
        - rodzina Parodiellaceae Theiss. & H. Syd. ex M.E. Barr
        - rodzina Parodiopsidaceae (G. Arnaud) ex Toro
        - rodzina Piedraiaceae Viégas ex Cif., Bat. & Campos
        - rodzina Planistromellaceae M.E. Barr
        - rodzina Polystomellaceae Theiss. & H. Syd.
        - rodzina Protoscyphaceae Kutorga & D. Hawksw.
        - rodzina Pseudoperisporiaceae Toro
        - rodzina Pyrenotrichaceae Zahlbr.
        - rodzina Schizothyriaceae Höhn. ex Trotter et al.
        - rodzina Tubeufiaceae M.E. Barr
        - rodzina Vizellaceae H.J. Swart
        - rodzina Zopfiaceae G. Arnaud ex D. Hawksw.
        - rodzaje: Acrogenotheca, Allosoma, Amylirosa, Anthracostroma, Ascominuta, Belizeana, Biatriospora, Biciliopsis, Bifrontia, Botryohypoxylon, Brefeldiella, Brooksia, Bryopelta, Bryorella, Bryosphaeria, Bryostroma, Bryothele, Buelliella, Byssogene, Calyptra, Capillataspora, Capnodinula, Catulus, Ceratocarpia, Cercidospora, Cerodothis, Chaetoscutula, Coccochora, Colensoniella, Crauatamyces, Cyrtidula, Cyrtopsis, Dangeardiella, Dawsomyces, Dawsophila, Dermatodothella, Dermatodothis, Dianesea, Didymella, Didymocyrtidium, Didymopleella, Diplochorina, Dolabra, Dothideopsella, Elmerinula, Epiphora, Extrusothecium, Flavobathelium, Gibberidea, Gilletiella, Globoa, Globulina, Grandigallia, Harknesiella, Hassea, Heleiosa, Helicascus, Heptameria, Heterosphaeriopsis, Homostegia, Hortaea, Hyalosphaera, Hypobryon, Hysteropeltella, Hysteropsis, Karschia, Koordersiella, Kullhemia, Kusanobotrys, Lanatosphaera, Lazarenkoa, Lembosiopeltis, Leptospora, Lidophia, Limaciniopsis, Lineolata, Lopholeptosphaeria, Macrovalsaria, Maireella, Massariola, Microcyclella, Microdothella, Montagnella, Moriolomyces, Muellerites, Mycocryptospora, Mycodidymella, Mycoglaena, Mycopepon, Mycoporopsis, Mycothyridium, Myriangiopsis, Myriostigmella, Mytilostoma, Neopeckia, Neoventuria, Otthia, Paraliomyces, Parmulariella, Paropodia, Passeriniella, Passerinula, Peroschaeta, Phaeoglaena, Phaeopeltosphaeria, Phaeotomasellia, Philobryon, Philonectria, Phragmoscutella, Phragmosperma, Phycorella, Placostromella, Plagiostromella, Pleiostomellina, Plejobolus, Pleostigma, Pleotrichiella, Polysporidiella, Polystomellopsis, Pseudodidymella, Pseudomorfea, Pseudonitschkia, Pseudopleospora, Pteridiospora, Punctillum, Pycnocarpon, Pyrenocyclus, Pyrenostigme, Racovitziella, Rhopographus, Rosellinula, Rosenscheldia, Roumegueria, Roussoëllopsis, Scolecobonaria, Semifissispora, Semisphaeria, Shiraia, Stuartella, Teichosporella, Thalassoascus, Thryptospora, Thyrospora, Tilakiella, Tirisporella, Tomeoa, Tremateia, Trematosphaeriopsis, Tyrannosorus, Valsaria, Vizellopsis, Westea, Yoshinagella oraz prawdopodobnie rodzaje: Achorella, Ascostratum, Caprettia, Coccochorina, Comesella, Cyrtidium, Didymocyrtis, Endococcus, Gloeodiscus, Griggsia, Leveillina, Licopolia, Lophiosphaerella, Phaeocyrtidula, Phaeosperma, Physalosporopsis, Placodothis, Pleosphaerellula, Propolina, Pyrenochium, Robillardiella, Salsuginea, Syrropeltis, Teratoschaeta, Thelenidia, Thyridaria, Xylopezia

      - klasa Eurotiomycetes (Tehler) ex O.E. Eriksson & K. Winka
        - podklasa Chaetothyriomycetidae (O.E. Eriksson & K. Winka) Doweld
          - rząd Chaetothyriales M.E. Barr
          - rząd Pyrenulales Fink ex D. Hawksw. & O.E. Eriksson
          - rząd Verrucariales Mattick ex D. Hawksw. & O.E. Eriksson
          - rodzina Rhynchostomataceae Winka & O.E. Eriksson
          - rodzina Strigulaceae Zahlbr.
          - rodzaj Glyphium

        - podklasa Eurotiomycetidae Tehler ex D.M. Geiser & F. Lutzoni
          - rząd Coryneliales Seaver & Chardón
          - rząd Eurotiales G.W. Martin ex Benny & Kimbr.
          - rodzina Trichocomaceae E. Fisch.
          - rząd Onygenales Cif. ex Benny & Kimbr.

        - podklasa Mycocaliciomycetidae L. Tibell
          - rząd Mycocaliciales Tibell & Wedin

      - klasa Laboulbeniomycetes Engler
        - rząd Laboulbeniales Lindau
        - rząd Pyxidiophorales P.F. Cannon
        - rodzaj Laboulbeniopsis (prawdopodobnie)

      - klasa Lecanoromycetes O.E. Eriksson & K. Winka
        - podklasa Acarosporomycetidae V. Reeb et al.
          - rząd Acarosporales Reeb et al.

        - podklasa Lecanoromycetidae P.M. Kirk et al. ex J. Miadlikowska et al.
          - rząd Lecanorales Nannf.
          - rząd Peltigerales W. Watson
            - podrząd Collematineae Miadlikowska & Lutzoni
            - podrząd Peltigerineae

          - rząd Teloschistales D. Hawksw. & O.E. Eriksson
          - rodzina Brigantiaeaceae Hafellner & Bellem.
          - rodzina Elixiaceae Lumbsch
          - rodzina Fuscideaceae Hafellner
          - rodzina Phlyctidaceae Poelt & Vezda ex J.C. David & D. Hawksw.
          - rodzina Vezdaeaceae Poelt & Vezda ex J.C. David & D. Hawksw.

        - podklasa Ostropomycetidae V. Reeb et al.
          - rząd Agyriales Clem. & Shear
          - rząd Baeomycetales H.T. Lumbsch et al.
          - rząd Ostropales Nannf.
          - rząd Pertusariales M. Choisy ex D. Hawksw. & O.E. Eriksson
          - rodzina Hymeneliaceae Körb.
          - rodzaj Aspilidea

        - rząd Candelariales J. Miadlikowska et al.
        - rząd Umbilicariales H.T. Lumbsch et al.
        - rodzaje: Auriculora, Bartlettiella, Biatoridium, Bilimbia, Boreoplaca, Botryolepraria, Bouvetiella, Buelliastrum, Collolechia, Corticiruptor, Helocarpon, Hosseusia, Korfiomyces, Leprocaulon, Lopezaria, Maronella, Mattickiolichen, Nimisiostella, Notolecidea, Piccolia, Podotara, Roccellinastrum, Strangospora, Timdalia oraz prawdopodobnie rodzaje: Corticifraga, Eschatogonia, Haploloma, Psorotichiella, Ravenelula, Stenhammarella

      - klasa Lichinomycetes V. Reeb et al.
        - rząd Lichinales Henssen & Büdel

      - klasa Leotiomycetes O.E. Eriksson & K. Winka
        - rząd Cyttariales Luttr. ex Gamundí
        - rząd Erysiphales H. Gwynne-Vaughan
        - rząd Helotiales Nannf.
        - rząd Rhytismatales M.E. Barr ex Minter
        - rząd Thelebolales P.F. Cannon
        - rodzina Myxotrichaceae Currah
        - rodzaj Darkera H.S. Whitney et al. (prawdopodobnie)

      - klasa Orbiliomycetes O.E. Eriksson & Baral
      - klasa Pezizomycetes O.E. Eriksson & K. Winka
        - rząd Pezizales J. Schröt.

      - klasa Sordariomycetes O.E. Eriksson & K. Winka
        - podklasa Hypocreomycetidae O.E. Eriksson & K. Winka
          - rząd Coronophorales Nannf.
          - rząd Hypocreales Lindau
          - rząd Melanosporales N. Zhang & M. Blackwell
          - rząd Microascales Luttr. ex Benny & Kimbr.
          - rodzaje: Ascocodinaea, Flammispora, Porosphaerellopsis

        - podklasa Sordariomycetidae O.E. Eriksson & K. Winka
          - rząd Boliniales P.F. Cannon
          - rząd Chaetosphaeriales Huhndorf et al.
          - rząd Coniochaetales Huhndorf et al.
          - rząd Calosphaeriales M.E. Barr
          - rząd Diaporthales Nannf.
          - rząd Ophiostomatales Benny & Kimbr.
          - rząd Sordariales Chadefaud, in Chadefaud & Emberger ex D. Hawksw. & O.E. Eriksson
          - rodzina Annulatascaceae S.W. Wong et al.
          - rodzina Cephalothecaceae Höhn.
          - rodzina Helminthosphaeriaceae Samuels et al.
          - rodzina Papulosaceae Winka & O.E. Eriksson
          - rodzaje: Ascotaiwania, Ascovaginospora, Biconiosporella, Carpoligna, Caudatispora, Ceratosphaeria, Conioscyphascus, Garethjonesia, Lasiosphaeriella, Lasiosphaeris, Leptosporella, Linocarpon, Merugia, Mycomedusiospora, Myelosperma, Neolinocarpon, Phaeotrichosphaeria, Phragmodiscus, Plagiosphaera, Spinulosphaeria, Wallrothiella

        - podklasa Xylariomycetidae O.E. Eriksson & K. Winka
          - rząd Xylariales Nannf.

        - rząd Lulworthiales Kohlm. et al.
        - rząd Meliolales Gäum. ex D. Hawksw. & O.E. Eriksson
        - rząd Phyllachorales M.E. Barr
        - rząd Trichosphaeriales M.E. Barr
        - rodzina Apiosporaceae K.D. Hyde et al.
        - rodzina Catabotrydaceae Petrak ex M.E. Barr
        - rodzina Magnaporthaceae P.F. Cannon
        - rodzina Obryzaceae Körb.
        - rodzina Thyridiaceae O.E. Eriksson & J.Z. Yu
        - rodzaje Abyssomyces, Acerbiella, Acrospermoides, Ameromassaria, Amphisphaerellula, Amphisphaerina, Amphorulopsis, Amylis, Anthostomaria, Anthostomellina, Apharia, Apodothina, Aquadulciospora, Aquamarina, Aropsiclus, Ascorhiza, Assoa, Aulospora, Azbukinia, Bactrosphaeria, Biporispora, Bombardiastrum, Brenesiella, Byrsomyces, Byssotheciella, Caleutypa, Calosphaeriopsis, Caproniella, Chaetoamphisphaeria, Ciliofusospora, Clypeoceriospora, Clypeosphaerulina, Cryptoascus, Cryptomycina, Cryptovalsa, Cucurbitopsis, Curvatispora, Dasysphaeria, Delpinoëlla, Diacrochordon, Dontuzia, Dryosphaera, Endoxylina, Esfandiariomyces, Frondisphaera, Glabrotheca, Glomerella, Heliastrum, Hyaloderma, Hydronectria, Hypotrachynicola, Iraniella, Khuskia, Konenia, Kravtzevia, Kurssanovia, Lecythium, Leptosacca, Leptosphaerella, Leptosporina, Lyonella, Mangrovispora, Melomastia, Microcyclephaeria, Mirannulata, Neolamya, Neothyridaria, Oceanitis, Ophiomassaria, Ornatispora, Pareutypella, Phomatospora, Phyllocelis, Plectosphaerella, Pleocryptospora, Pleosphaeria, Pontogeneia, Porodiscus, Protocucurbitaria, Pulvinaria, Pumilus, Rehmiomycella, Rhamphosphaeria, Rhizophila, Rhopographella, Rhynchosphaeria, Rimaconus, Rivulicola, Romellina, Saccardoëlla, Sarcopyrenia, Sartorya, Scharifia, Scoliocarpon, Scotiosphaeria, Servaziella, Sporoctomorpha, Stearophora, Stegophorella, Stellosetifera, Stomatogenella, Strickeria, Synsphaeria, Tamsiniella, Thelidiella, Thyridella, Thyrotheca, Torpedospora, Trichospermella, Trichosphaeropsis, Tunstallia, Vleugelia, Zignoina oraz prawdopodobnie rodzaje: Naumovela, Neocryptospora

      - rząd Lahmiales O.E. Eriksson
      - rząd Triblidiales O.E. Eriksson

    - podgromada Saccharomycotina O.E. Eriksson & K. Winka
      - klasa Saccharomycetes G. Winter
        - rząd Saccharomycetales Kudrjavcev

    - podgromada Taphrinomycotina O.E. Eriksson & K. Winka
      - klasa Neolectomycetes O.E. Eriksson & K. Winka
        - rząd Neolectales S. Landvik et al.

      - klasa Pneumocystidomycetes O.E. Eriksson & K. Winka
        - rząd Pneumocystidales O.E. Eriksson

      - klasa Schizosaccharomycetes O.E. Eriksson & K. Winka
        - rząd Schizosaccharomycetales O.E. Eriksson et al.

      - klasa Taphrinomycetes O.E. Eriksson & K. Winka
        - rząd Taphrinales Gäum. & C.W. Dodge
        - rodzaj Saitoëlla

    - rodzina Amorphothecaceae Parbery
    - rodzina Aphanopsidaceae Printzen & Rambold
    - rodzina Aspidotheliaceae Räsenen ex J.C. David & D. Hawksw.
    - rodzina Batistiaceae Samuels & K.F. Rodrigues
    - rodzina Coniocybaceae Reichenb.
    - rodzina Diporothecaceae R.K. Mibey & D. Hawksw.
    - rodzina Eoterfeziaceae G.F. Atk.
    - rodzina Epigloeaceae Zahlbr.
    - rodzina Hispidicarpomycetaceae Nakagiri
    - rodzina Koralionastetaceae Kohlm. & Volkm.-Kohlm.
    - rodzina Lautosporaceae Kohlm. et al.
    - rodzina Mastodiaceae Zahlbr.
    - rodzina Microcaliciaceae Tibell
    - rodzina Mucomassariaceae Petr. & Cif.
    - rodzina Phyllobatheliaceae Bitter & F. Schill.
    - rodzina Pleurotremataceae W. Watson
    - rodzina Protothelenellaceae Vezda et al.
    - rodzina Pseudeurotiaceae Malloch & Cain
    - rodzina Saccardiaceae Höhn.
    - rodzina Seuratiaceae Vuill. ex M.E. Barr
    - rodzina Testudinaceae Arx
    - rodzina Thelenellaceae H. Mayrhofer
    - rodzina Thelocarpaceae Zukal
    - rodzina Xanthopyreniaceae Zahlbr.
    - rodzaje: Allophoron, Antimanoa, Apiotypa, Argentinomyces, Arthopyreniomyces, Ascocorticiellum, Ascomauritiana, Ascosorus, Ascosubramania, Ascoxyta, Astomella, Atractobolus, Baculospora, Batistospora, Berggrenia, Biflua, Bresadolina, Brucea, Carnia, Cerastoma, Cladosphaera, Clathroporinopsis, Clypeolum, Coryneliella, Cyanopyrenia, Cylindrotheca, Diaboliumbilicus, Diehliomyces, Dipyrgis, Discocera, Dryinosphaera, Eiona, Endocolium, Erispora, Farriolla, Feracia, Flakea, Frigidispora, Gaeumanniella, Gonidiomyces, Gyrophthorus, Haematomyxa, Haplopyrenulomyces, Hapsidascus, Harmandiana, Helicogonium, Heterocyphelium, Heuflera, Hyalodermella, Hyalopyrenula, Hymenobia, Hypnotheca, Igneocumulus, Kirschsteiniothelia, Leucoconiella, Leucoconis, Lichenopeziza, Limboria, Lohwagiella, Ludwigomyces, Lyromma, Marisolaris, Micromastia, Molgosphaera, Mycotodea, Myrmaecium, Normandina, Ochrosphaera, Phaeodothiopsis, Phellostroma, Phialisphaera, Phragmitensis, Phthora, Phylloporina, Pocsia, Porinula, Potamomyces, Protocalicium, Pseudohepatica, Pseudoperitheca, Psilosphaeria, Pteromycula, Pustularia, Pycnodermellina, Retrostium, Roeslerina, Schistophoron, Scutomyces, Splanchnospora, Stellifraga, Stigmatea, Stigmatisphaera, Stigmea, Swampomyces, Symbiotaphrina, Syphosphaera, Telioclipeum, Thallisphaera, Trichosphaera, Tromeropsis, Tylophoron, Ulvella, Wadeana, Xenomyxa, Xylobotryum, Xylogone, sztuczne rodzaje: Aenigmatospora, Phialophora oraz prawdopodobnie rodzaje: Crinigera, Cystodium, Elaeomyces, Enduria, Lithopythium, Myriococcum, Nemacola, Phacidiostromella, Phelonitis, Porosphaera, Roesleria, Rostafinskia, Sachsia, Trichoplacia, Wolkia

  - gromada Basidiomycota H.C. Bold ex R.T. Moore
    - podgromada Agaricomycotina Doweld
      - klasa Agaricomycetes Doweld
        - podklasa Agaricomycetidae Locquin ex Parmasto
          - rząd Agaricales Underw.
          - rząd Atheliales Jülich
          - rząd Boletales E.-J. Gilbert

        - podklasa Phallomycetidae Locquin ex K. Hosaka et al.
          - rząd Geastrales K. Hosaka & Castellano
          - rząd Gomphales Jülich
          - rząd Hysterangiales K. Hosaka & Castellano
          - rząd Phallales E. Fisch.

        - rząd Auriculariales J. Schröt.
        - rząd Cantharellales Gäum.
        - rząd Corticiales K.-H. Larsson
        - rząd Gloeophyllales R.G. Thorn
        - rząd Hymenochaetales Oberw.
        - rząd Polyporales Gäum.
        - rząd Russulales Kreisel ex P.M. Kirk et al.
        - rząd Sebacinales M. Weiß et al.
        - rząd Thelephorales Corner ex Oberw.
        - rząd Trechisporales K.-H. Larsson

      - klasa Dacrymycetes Doweld
        - rząd Dacrymycetales Henn.

      - klasa Tremellomycetes Doweld
        - rząd Cystofilobasidiales Fell et al.
        - rząd Filobasidiales Jülich
        - rząd Tremellales Fr.

    - podgromada Pucciniomycotina R. Bauer et al.
      - klasa Agaricostilbomycetes R. Bauer et al.
        - rząd Agaricostilbales Oberwinkler & R. Bauer
        - rząd Spiculogloeales R. Bauer et al.

      - klasa Atractiellomycetes R. Bauer et al.
        - rząd Atractiellales Oberwinkler & Bandoni

      - klasa Classiculomycetes R. Bauer et al.
        - rząd Classiculales R. Bauer et al.

      - klasa Cryptomycocolacomycetes R. Bauer et al.
        - rząd Cryptomycocolacales Oberwinkler & R. Bauer

      - klasa Cystobasidiomycetes R. Bauer et al.
        - rząd Cystobasidiales R. Bauer et al.
        - rząd Erythrobasidiales R. Bauer et al.
        - rząd Naohideales R. Bauer et al.
        - rodzaje: Cyrenella, Sakaguchia

      - klasa Microbotryomycetes R. Bauer et al.
        - rząd Heterogastridiales Oberw. et al.
        - rząd Leucosporidiales J.P. Samp. et al.
        - rząd Microbotryales R. Bauer & Oberwinkler
        - rząd Sporidiobolales J.P. Samp. et al.
        - rodzaje: Camptobasidium, Colacogloea, Atractocolax, Krieglsteinera

      - klasa Mixiomycetes R. Bauer et al.
        - rząd Mixiales R. Bauer et al.

      - klasa Pucciniomycetes R. Bauer et al.
        - rząd Helicobasidiales R. Bauer et al.
        - rząd Pachnocybales R. Bauer et al.
        - rząd Platygloeales R.T. Moore
        - rząd Pucciniales Clem. & Shear
        - rząd Septobasidiales Couch ex Donk

    - podgromada Ustilaginomycotina R. Bauer et al.
      - klasa Exobasidiomycetes Begerow et al.
        - rząd Doassansiales R. Bauer & Oberwinkler
        - rząd Entylomatales R. Bauer & Oberwinkler
        - rząd Exobasidiales Henn.
        - rząd Georgefischeriales R. Bauer et al.
        - rząd Microstromatales R. Bauer & Oberwinkler
        - rząd Tilletiales Kreisel ex R. Bauer & Oberwinkler

      - klasa Ustilaginomycetes R. Bauer et al.
        - rząd Urocystales R. Bauer & Oberwinkler
        - rząd Ustilaginales G. Winter
        - rodzaj Thecaphora

      - rząd Malasseziales R.T. Moore (sztuczny)

    - klasa Entorrhizomycetes (R. Bauer & Oberw.) Begerow et al.
      - rząd Entorrhizales R. Bauer & Oberwinkler

    - klasa Wallemiomycetes Zalar et al.
      - rząd Wallemiales Zalar et al.

    - rodzaj Hyphobasidiofera
- gromada Blastocladiomycota Tehler ex T.Y. James
  - klasa Blastocladiomycetes T.Y. James
    - rząd Blastocladiales H.E. Petersen
- gromada Chytridiomycota von Arx ex M.J. Powell
  - klasa Chytridiomycetes Cejp ex T. Cavalier-Smith
    - rząd Chytridiales Cohn
    - rząd Rhizophydiales Letcher
    - rząd Spizellomycetales D.J.S. Barr

  - klasa Monoblepharidomycetes J.H. Schaffn.
    - rząd Monoblepharidales J. Schröt.

  - rodzaj Coenomyces
- gromada Glomeromycota C. Walker & A. Schüßler
  - klasa Glomeromycetes T. Cavalier-Smith
    - rząd Archaeosporales C. Walker & A. Schüßler
    - rząd Diversisporales C. Walker & A. Schüßler
    - rząd Glomerales J.B. Morton & Benny
    - rząd Paraglomerales C. Walker & A. Schüßler
    - rodzaj Glomites
- gromada Microsporidia (Balbiani) Weiser
  - klasa Metchnikovellea Weiser
    - rząd Metchnikovellida Vivier

  - klasa Microsporea Levine & Corliss
    - rząd Microsporida Balbiani
      - podrząd: Apansporoblastina Tuzet et al.
      - podrząd: Pansporoblastina Tuzet et al.

  - klasa Minisporea Cavalier-Smith
    - rząd Minisporida Sprague

  - rząd Cylindrosporida (prawdopodobnie)
  - rodzaje: Abelspora, Agglomerata, Alloglugea, Anncaliia, Auraspora, Bacillidium, Brachiola, Campanulospora, Canningia, Cylindrospora, Cystosporogenes, Desportesia, Evlachovaia, Flabelliforma, Geusia, Glugoides, Gurleyides, Holobispora, Hrabeyia, Intexta, Kinorhynchospora, Lanatospora, Larssonia, Larssoniella, Merocinta, Microfilum, Nadelspora, Napamichum, Neonosemoides, Nudispora, Octotetraspora, Ordospora, Parapleistophora, Parastempellia, Polydispyrenia, Pulicispora, Rectispora, Resiomeria, Semenovaia, Simuliospora, Striatospora, Tabanispora, Tardivesicula, Toxospora, Trachipleistophora, Trichoctosporea, Trichotuzetia, Tricornia, Vittaforma
- gromada Neocallimastigomycota M.J. Powell
  - klasa Neocallimastigomycetes M.J. Powell
    - rząd Neocallimastigales J.L. Li et al.
- podgromada Entomophthoromycotina R.A. Humber
  - rząd Entomophthorales G. Winter
- podgromada Kickxellomycotina Benny
  - rząd Asellariales Manier ex Manier & Lichtwardt
  - rząd Dimargaritales R.K. Benjamin
  - rząd Harpellales Lichtwardt & Manier
  - rząd Kickxellales Kreisel, 1969 ex R.K. Benjamin
- podgromada Mucoromycotina Benny
  - rząd Endogonales Moreau ex R.K. Benjamin
  - rząd Mortierellales T. Cavalier-Smith
  - rząd Mucorales Fries
- podgromada Zoopagomycotina Benny
  - rząd Zoopagales Bessey ex R.K. Benjamin
- rodzina Basidiobolaceae
- rodzina Olpidiaceae Schroeter
- rodzaj Xenosoma
- grupa grzybów anamorficznych

### Klasyfikacja systematyczna Hibbetta i współautorów (2007)
W 2007 zaproponowano w pracy pod redakcją Davida Hibbetta: „A higher level phylogenetic classification of the Fungi”, podział systematyczny królestwa Fungi oparty na komórkowych badaniach filogenetycznych. Największe zmiany dotyczą gromad sprzężniowców (Zygomycota) i skoczkowców (Chytridiomycota). Taksony należące wcześniej do Zygomycota zostały umieszczone w gromadzie grzybów mikoryzowych (Glomeromycota) lub utworzono dla nich odrębne podgromady o niepewnej przynależności systematycznej (Incertae sedis). Gromada Chytridiomycota pozostała, jednak wydzielono z niej odrębne gromady uwicionych grzybów: Blastocladiomycota i Neocallimastigomycota.
Zgodnie z tą klasyfikacją grzyby dzielimy na:
- podkrólestwo Dikarya Hibbett, T. Y. James & Vilgalys
  - gromada Ascomycota Bold ex Caval.-Sm.
  - gromada Basidiomycota Bold ex R. T. Moore
- gromada Blastocladiomycota T.Y. James
  - klasa Blastocladiomycetes T. Y. James
- gromada Chytridiomycota M. J. Powell
  - klasa Chytridiomycetes Caval.-Sm.
  - klasa Monoblepharidomycetes J. H. Schaffn.
- gromada Glomeromycota C. Walker & A. Schüssler
  - klasa Glomeromycetes Caval.-Sm.
- gromada Microsporidia Balbiani
- gromada Neocallimastigomycota M. J. Powell
  - klasa Neocallimastigomycetes M. J. Powell
- podgromada Entomophthoromycotina Humber
  - rząd Entomophthorales G. Winter
- podgromada Kickxellomycotina Benny
  - rząd Asellariales Manier ex Manier & Lichtw.
  - rząd Dimargaritales R. K. Benj.
  - rząd Harpellales Lichtw. & Manier
  - rząd Kickxellales Kreisel ex R. K. Benj.
- podgromada Mucoromycotina Benny
  - rząd Endogonales F. Moreau ex R. K. Benj.
  - rząd Mortierellales Caval.-Sm.
  - rząd Mucorales Fr.
- podgromada Zoopagomycotina Benny
  - rząd Zoopagales Bessey ex R. K. Benj.
- rodzaje: Basidiobolus, Caulochytrium, Olpidium, Rozella;

## Systemy z przełomu XX i XXI w.

### Klasyfikacje systematyczne Cavaliera-Smitha (1998, 2004)
Klasyfikacja opublikowana w 1998 w publikacji „A revised six-kingdom system of life” przez Thomasa Cavaliera-Smitha przedstawia podział królestwa grzybów na 2 podkrólestwa. W 2004 w pracy „Only six kingdoms of life” zweryfikował poprzednią klasyfikację i zaproponował nową, różniącą się między innymi brakiem podziału na podkrólestwa.
| „A revised six-kingdom system of life” (1998) | „Only six kingdoms of life” (2004) |
| --- | --- |
| - podkrólestwo Eomycota Caval.-Sm. - gromada Archemycota Caval.-Sm. - gromada Microsporidia Balbiani - podkrólestwo Neomycota Caval.-Sm. - gromada Ascomycota Berkeley - gromada Basidiomycota de Bary | - gromada Archemycota Caval.-Sm. ex Caval.-Sm. - gromada Ascomycota Bold ex Caval.-Sm. - gromada Basidiomycota Bold ex R.T. Moore - gromada Microsporidia (Balbiani) Weiser |

### Klasyfikacja systematyczna Schüßlera (2001)
Arthur Schüßler w klasyfikacji zaproponowanej w pracy „A new fungal phyllum, the Glomeromycota: phylogeny and evolution” podzielił królestwo grzybów na:
- gromada Ascomycota H.C. Bold ex T. Cavalier-Smith
- gromada Basidiomycota H.C. Bold ex R.T. Moore
- gromada Glomeromycota C. Walker & A. Schüßler
- gromada Zygomycota Moreau

### Klasyfikacja systematyczna Kirka i współautorów (2001)
W 9 edycji „Ainsworth and Bisby’s Dictionary of the Fungi” z 2001 Paul Kirk podzielił królestwo grzybów na 4 gromady:
- gromada Ascomycota H.C. Bold ex T. Cavalier-Smith
  - klasa Ascomycetes G. Winter
  - klasa Neolectomycetes O.E. Eriksson & K. Winka
  - klasa Pneumocystidomycetes O.E. Eriksson & K. Winka
  - klasa Saccharomycetes G. Winter
  - klasa Schizosaccharomycetes O.E. Eriksson & K. Winka
  - klasa Taphrinomycetes T. Cavalier-Smith ex T. Cavalier-Smith
  - rodzaje: Aenigmatospora, Ascomauritiana, Clypeostroma, Frigidispora, Ornatispora;
- gromada Basidiomycota H.C. Bold ex R.T. Moore
  - klasa Basidiomycetes
  - klasa Urediniomycetes Swann & Taylor
  - klasa Ustilaginomycetes R. Bauer
  - rodzaj Hyphobasidiofera;
- gromada Chytridiomycota von Arx
  - klasa Chytridiomycetes Cejp ex T. Cavalier-Smith
- gromada Zygomycota Moreau
  - klasa Zygomycetes Cavalier-Smith
  - klasa Trichomycetes
- rodzaj Xenosoma;

Dodatkowo określono nieformalną grupę grzybów anamorficznych o randze gromady.

### Klasyfikacje systematyczne Margulis i Schwarz (1982, 1998)
W 1982 Lynn Margulis i Karlene Schwartz opublikowały „Five Kingdoms. An Illustrated Guide to the Phyla of Life on Earth” zaproponowały własną klasyfikację. W reedycji tej pracy z 1998 dokonały zmian i przedstawiły nową klasyfikację systematyczną grzybów.
| „Five Kingdoms” (1982) | „Five Kingdoms” (1998) |
| --- | --- |
| - gromada Ascomycota - klasa Hemiascomycetae - klasa Euascomycetae - klasa Loculoascomycetae - klasa Laboulbeniomycetae - rząd incertae sedis Melanconiales - rodzaje incertae sedis: Cerotocystis, Chaetomium, Claviceps, Morchella, Sarcocypha, Sordaria, Tuber;                                        | - gromada Ascomycota - klasa Hemiascomycetae - klasa Euascomycetae - klasa Loculoascomycetae - klasa Laboulbeniomycetae - nieformalny takson „deuteromycetes” - nieformalny takson „porosty” - rodzaje incertae sedis: Cephalosporium, Ceratocystis, Chaetomium, Claviceps, Curvularia, Morchella, Sarcoscypha, Sordaria, Talaromyces, Torulopsis, Tuber; |
| - gromada Basidiomycota - klasa Heterobasidiomycetae - klasa Homobasidiomycetae - rodzaje incertae sedis: Agaricus, Amanita, Calvatia, Cantharellus, Clavaria, Cronartium, Crucibulum, Cyathus, Fomes, Geastrum, Lepiota, Phallus, Polyporus, Puccinia, Schizophyllum, Tremella, Ustilago;                | - gromada Basidiomycota - klasa Heterobasidiomycetae - klasa Homobasidiomycetae - rodzaje incertae sedis: Agaricus, Amanita, Boletus, Calvatia, Cantharellus, Clavaria, Cyathus, Fomes, Geastrum, Lepiota, Pellicularia, Phallus, Polyporus, Psilocybe, Puccinia, Schizophyllum, Tremella, Ustilago;                                                      |
| - gromada Deuteromycota - klasa Melanconia - klasa Monilia - klasa Mycelia Sterilia - klasa Sphaeropsida - rodzaje incertae sedis: Alternaria, Aspergillus, Cryptococcus, Fusarium, Geotrichum, Histoplasma, Trichophyton, Verticillium;                                                                  | |
| - gromada Mycophycophyta - klasa „porostów zawierających grzyby gromady Ascomycota” - klasa „porostów zawierających grzyby gromady Basidiomycota” - klasa „porostów zawierających grzyby gromady Deuteromycota” - rodzaje incertae sedis: Calicium, Coniocybe, Ochrolechia, Parmelia, Umbilicaria, Usnea; | |
| - gromada Zygomycota - klasa Entomophthorales - klasa Mucorales - klasa Zoopagales - rodzaje incertae sedis: Blakeslea, Chaetocladium, Conidiobolus, Endogone, Kickxella, Mortierella; | - gromada Zygomycota - klasa Dimargantales - klasa Endogonales - klasa Entomophthorales - klasa Glomales - klasa Kickxellales - klasa Mucorales - klasa Zoopagales - rodzaje incertae sedis: Blakeslea, Chaetocladium, Conidiobolus, Endogone, Kickxella, Mortierella;                                                                                    |

## Tradycyjne ujęcia systematyczne

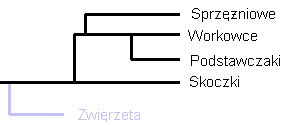
Uproszczony podział grzybów według koncepcji z końca XX w.

Oprócz systemów publikowanych zgodnie ze standardami publikacji naukowej i zgodnymi z zasadami zebranymi w Międzynarodowym Kodeksie Nomenklatury Botanicznej, o statusie normatywnym, w literaturze stosowane są systemy prezentowane w podręcznikach lub encyklopediach. Są one kompilacją przeważających w danym okresie poglądów. Nie zawsze są kompletne, tj. zwykle pomijają mniej istotne taksony.
W latach 90. XX w. jeden z takich systemów dzielił grzyby następująco:
Królestwo: Eukaryota (jądrowce)
- Podkrólestwo: Mycobionta (grzyby)
  - Gromada: Myxomycota (śluzorośla)
    -       - Klasa: Myxomycetes (śluzowce)
        - Podklasa: Protosteliidae (protosteliowe)
        - Podklasa: Dictyosteliidae (dikcjosteliowe)
        - Podklasa: Myxomycetidae (śluzowce właściwe)

  - Gromada: Acrasiomycota (akrazje)
  - Gromada: Plasmodiophoromycota (plazmodiofory)
  - Gromada: Labyrinthulomycota (labiryntulorośla)
    -       - Klasa: Labyrinthulomycetes (labiryntulowe)
      - Klasa: Thraustochytiomycetes (traustochytriowe)

  - Gromada: Oomycota (grzyby lęgniowe)
    -       - Klasa: Oomycetes (lęgniaki)
        -           - Rząd: Lagenidales (lagenidiowce)
          - Rząd: Saprolegniales (roztoczkowce)
          - Rząd: Peronosporales (wroślikowce)
          - Rząd: Leptomitales (nitkowce, leptomitowce)

  - Gromada: Hyphochytridiomycota (przodowiciowe)
    -       - Klasa: Hyphochytridiomycetes (strzępkowe, przodorzęskowe)

  - Gromada: Eumycota (grzyby właściwe)
    - Podgromada: Chytridiomycotina (biczykowe, skoczki, skoczniaki)
      - Klasa: Chytridiomycetes (skoczkowe)
        -           - Rząd: Olpidiales (olpidiowce)
          - Rząd: Chytridiales (skoczkowce)
          - Rząd: Blastocladiales (blastokladiowce, różnogametowce)
          - Rząd: Harpochytriales (harpochytriowce)
          - Rząd: Monoblepharidiales (jednowiciowce, jednorzęskowce)

    - Podgromada: Zygomycotina (grzyby sprzężniowe, sprzężniowe)
      - Klasa: Zygomycetes (sprzężniaki)
      - Klasa: Trichomycetes (włosowe)

    - Podgromada: Ascomycotina (workowce)
      - Klasa: Endomycetes (drożdżaki)
        -           - Rząd: Endomycetales (drożdżowce)
          - Rząd: Protomycetales (korzeniakowce)

      - Klasa: Taphrinomycetes (zewnętrzniaki workowe, tafrynowe, szpetkowe)
        -           - Rząd: Taphrinales (szpetkowce, tafrynowce)

      - Klasa: Laboulbeniomycetes (owadorosty)
        -           - Rząd: Laboulbeniales (owadorostowce)
          - Rząd: Spathulosporales (spatulosporowce)

      - Klasa: Ascomycetes (workowce właściwe, woreczniaki)
        - Podklasa: Plectomycetidae (bezładniaki)
          - Rząd: Eurotiales (Aspergillales) (kropidlakowce, eurocjowce)
          - Rząd: Microascales (drobnoworkowce)

        - Podklasa: Pyrenomycetidae (jądrzaki)
          - Rząd: Erysiphales (mączniaki prawdziwe)
          - Rząd: Sphaeriales (kuliste)
          - Rząd: Xylariales (próchnilcowce)
          - Rząd: Clavicipitales (buławinkowce)
          - Rząd: Diaporthales (diaportowce, długoszyjkowce)

        - Podklasa: Discomycetidae (miseczniaki)
          - Rząd: Helotiales (helotkowce)
          - Rząd: Phacidiales (facydiowce)
          - Rząd: Tuberales (truflowce)
          - Rząd: Pezizales (kustrzebkowce)

        - Podklasa: Loculoascomycetidae (workowce askostromatyczne, komoroworkowce)
          - Rząd: Pseudosphaeriales (nibykuliste)
          - Rząd: Dothiorales (dotiorowce)

    - Podgromada: Basidiomycotina (podstawczaki)
      - Klasa: Pucciniomycetes (Urediniomycetes) (rdze)
        -           - Rząd: Pucciniales (Urediniales) (rdzawnikowce)

      - Klasa: Ustomycetes (głownie, głowniaki, przedgrzybniowe)
        -           - Rząd: Ustilaginales (głowniowce)

      - Klasa: Septomycetes (czerwcogrzybowe, przegrodopodstawkowe)
        -           - Rząd: Septobasidiales (czerwcogrzybowce, przegrodopodstawkowce)
          - Rząd: Exobasidiales (płaskoszowce, zewnętrzniaki podstawkowe)
          - Rząd: Tilletiales (śniecie)

      - Klasa: Gelimycetes (galaretniaki)
        -           - Rząd: Auriculariales (uszakowce)
          - Rząd: Tremellales (kisielczakowce)
          - Rząd: Dacryomycetales (łzawnikowce)

      - Klasa: Homobasidiomycetes (pojedynczopodstawkowe)
        -           - Rząd: Aphyllophorales (bezblaszkowce)
          - Rząd: Agaricales (bedłkowce)
          - Rząd: Lycoperdales (purchawkowce)
          - Rząd: Sclerodermatales (tęgoskórowce)
          - Rząd: Phallales (sromotnikowce)
          - Rząd: Nidulariales (gniazdnicowce)

    - Podgromada: Deuteromycotina (Fungi imperfecti) (grzyby niedoskonałe)
      - Klasa: Hyphnomycetes (strzępczaki)
        -           - Rząd: Moniliales (moniliowce)

      - Klasa: Coelomycetes (jamkowe)
        -           - Rząd: Melanconiales (melankoniowce, warstwiaki)
          - Rząd: Sphaeropsidales (kulnicowce)

      - Klasa: Blastomycetes (grzyby drożdżopodobne)
        -           - Rząd: Cryptococcales (kryptokokowce)
          - Rząd: Sporobolomycetales (sporobolowce)

oraz warunkowo wyróżniane:
- -     - Podgromada: Lichenes (porosty)
      - Klasa: Ascolichenes (porosty workowe)
      - Klasa: Basidiolichenes (porosty podstawkowe)
      - Klasa: Deuterolichenes (porosty niedoskonałe)

W niektórych systemach wydzielano również wówczas grupy Glomeromycota i Microsporidia (mikrosporydia).
W połowie XX w. grzyby zaliczano jeszcze do roślin jako odrębny typ i dzielono następująco:
- Typ: Mycophyta (grzyby)
  - Podtyp: Myxomycotina (śluzowce)
    - Klasa: Myxomycetes
      -         - Rząd: Myxomycetales
        - Rząd: Acrasiales

  - Podtyp: Eumycotina (Fungi) (grzyby, grzyby właściwe)
    - Klasa: Phycomycetes (pleśniaki, glonowce, grzyby niższe)
      - Podklasa: Uniflagellatae (jednowiciowce)
        - Rząd: Chytridiales (Archimycetes) (pragrzyby)
        - Rząd: Blastocladiales
        - Rząd: Monoblepharidiales

      - Podklasa: Biflagellatae (dwuwiciowce)
        - Rząd: Plasmodiophorales
        - Rząd: Oomycetales
        - Rząd: Zygomycetales (Aflagellatae)

    - Klasa: Eumycetes (grzyby wyższe)
      - Podklasa: Ascomycetes (workowce)
        - Protoascomycetes
          - Rząd: Endomycetales

        - Euascomycetes
          - Rząd: Plectascales
          - (grupa) Ascoloculares
          - Rząd: Myrangiales
          - Rząd: Pseudosphaeriales
          - Rząd: Hemisphaeriales
          - (grupa): Ascohymeniales
          - Rząd: Pyrenomycetales (jądrzaki)
            - Podrząd: Sphaeriales
            - Podrząd: Diaporthales
            - Podrząd: Clavicipitales

          - Rząd: Discomycetales (miseczniaki)
            - Podrząd: Pezizales
            - Podrząd: Helotiales
            - Podrząd: Hysteriales

          - Rząd: Tuberales
          - Rząd: Exoascales
          - Rząd: Laboulbeniales

      - Podklasa: Basidiomycetes (podstawczaki)
        - Holobasidiomycetes
          - Rząd: Hymenomycetales
            - Podrząd: Aphyllophorales (bezblaszkowe)
            - Podrząd: Agaricales

          - Rząd: Gastromycetales (wnętrzniaki)

        - Phragmobasidiomycetes
          - Rząd: Tremellales (trzęsidłowe)
          - Rząd: Auriculariales (uszakowate)
          - Rząd: Uredinales (rdze)
          - Rząd: Ustilaginales (grzyby głowniowe)

oraz niestanowiące taksonów:
- Fungi imperfecti (grzyby niedoskonałe)
- Lichenes (porosty)
  - Ascolichenes
  - Basidiolichenes (Hymenolichenes).